# Dino Kovačec
Dino Kovačec (* 27. Dezember 1993 in Zagreb) ist ein kroatischer Fußballspieler.

## Karriere
Kovačec begann seine Karriere beim NK Zagorec Krapina. 2011 ging er in seine Heimatstadt zu Dinamo Zagreb. 2012 wechselte er zum Zweitligisten Radnik Sesvete, den er jedoch nach rund zwei Monaten wieder verließ und sich dem NK Dubrava anschloss. 2013 wechselte er zum österreichischen Viertligisten SV Wildon, bei dem er ein halbes Jahr verblieb, ehe es ihn im Januar 2014 zum SC Mannsdorf zog. Im Sommer 2014 wechselte er zum Drittligisten SK Rapid Wien II. Für die Regionalligamannschaft des SK Rapid Wien wurde er im August 2014 erstmals eingesetzt. Im Mai 2016 stand er erstmals im Profikader und gab schließlich am letzten Spieltag der Saison 2015/16 sein Bundesligadebüt, als er im Auswärtsspiel gegen den FC Admira Wacker Mödling in der Schlussphase eingewechselt wurde. Dies blieb jedoch sein einziger Einsatz für die Profis von Rapid.
Zur Saison 2017/18 wechselte er zum Zweitligisten WSG Wattens. Mit der WSG Wattens stieg er 2019 als Zweitligameister in die Bundesliga auf, woraufhin sich der Verein in WSG Tirol umbenannte. Nach acht Bundes- und 46 Zweitligaeinsätzen für die Tiroler wechselte er zur Saison 2020/21 zum Zweitligisten SKU Amstetten. In Niederösterreich kam er zu 41 Zweitligaeinsätzen, in denen er einmal traf. Beim SKU wurde der gelernte Flügelstürmer vermehrt als Außenverteidiger eingesetzt. Nach der Saison 2021/22 verließ er den Klub.
Im Anschluss kehrte er nach Kroatien zurück und wechselte im August 2022 zum Drittligisten NK Varteks. Im Januar 2023 wechselte er dann erneut nach Österreich, diesmal zum Regionalligisten SV Allerheiligen.